# Marylin Niederhauser

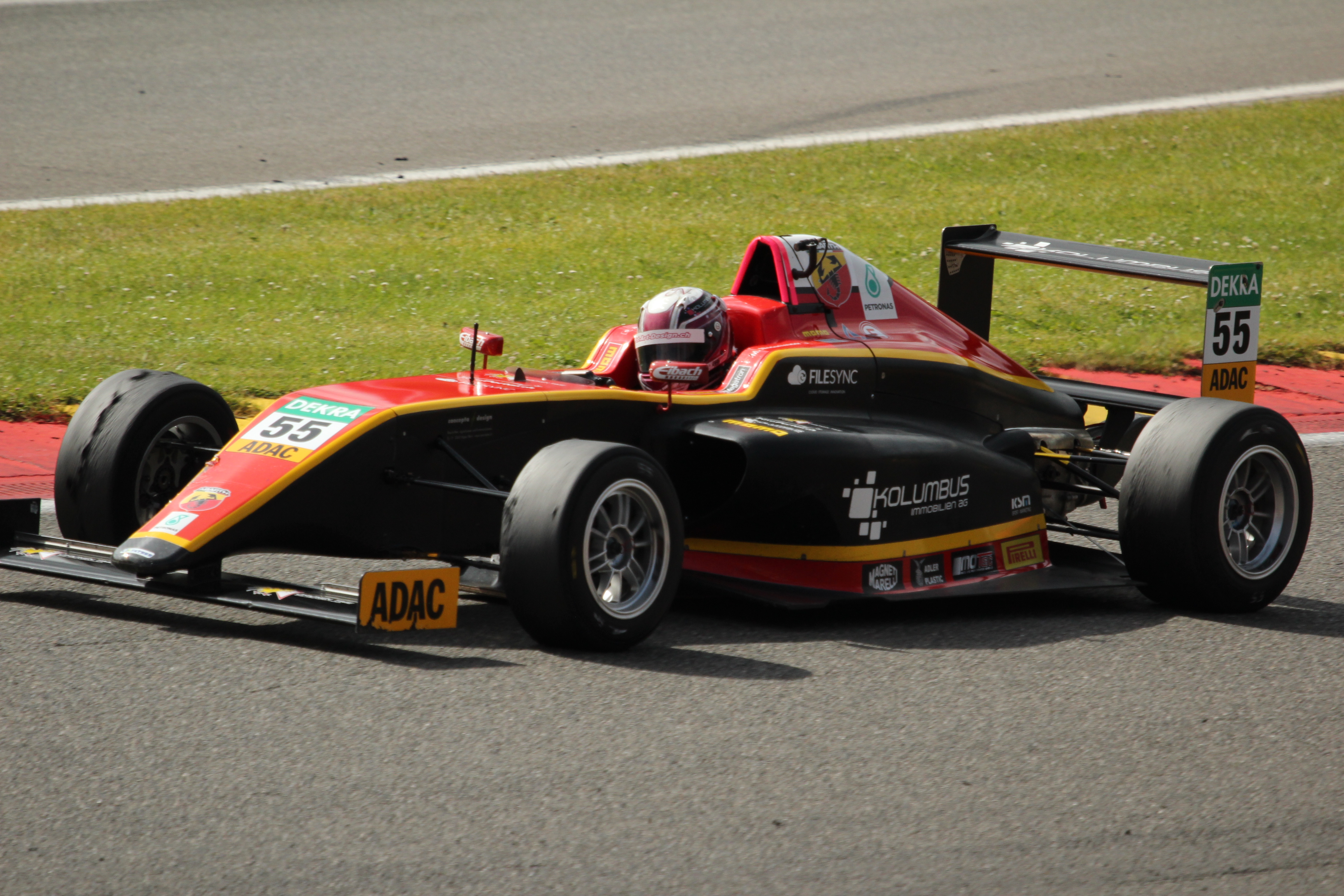
Marylin Niederhauser in Spa-Francorchamps in der deutschen Formel 4 Meisterschaft 2015

Marylin Niederhauser (* 8. August 1995) ist eine Schweizer Automobilrennfahrerin.

## Karriere
Niederhauser begann ihre Motorsportkarriere 2010 im Kartsport, in dem sie bis 2014 aktiv blieb. 2015 wechselte in den Formelsport und erhielt beim Rennstall Race Performance ein Cockpit in der neugegründeten deutschen Formel-4-Meisterschaft. Obwohl sie ursprünglich auch eine zweite Saison für Race Performance absolvieren wollte, wechselte Niederhauser zur deutschen Formel-4-Meisterschaft 2016 zu Rennsport Rössler. Nach vier Veranstaltungen löste Niederhauser ihren Vertrag mit dem Rennstall auf pausierte an den nächsten zwei Rennwochenenden. Zur letzten Veranstaltung kehrte sie mit Lechner Racing in die deutsche Formel 4 zurück, konnte sich allerdings nicht für die Rennen qualifizieren.

## Persönliches
Niederhauser ist die Tochter eines Schweizers und einer Deutschen. Sie ist mit dem Rennfahrer Patric Niederhauser liiert. Die Namensgleichheit der beiden Nachnamen ist zufällig.

## Statistik

### Karrierestationen
- 2010–2014: Kartsport
- 2015: Deutsche Formel 4
- 2016: Deutsche Formel 4

### Einzelergebnisse in der deutschen Formel-4-Meisterschaft
| Jahr | Team              | 1   | 2   | 3   | 4   | 5   | 6   | 7   | 8   | 9   | 10  | 11  | 12  | 13  | 14  | 15  | 16  | 17  | 18  | 19  | 20  | 21  | 22  | 23  | 24  | Punkte | Rang |
| ---- | ----------------- | --- | --- | --- | --- | --- | --- | --- | --- | --- | --- | --- | --- | --- | --- | --- | --- | --- | --- | --- | --- | --- | --- | --- | --- | ------ | ---- |
| 2015 | Race Performance  | OS1 | OS1 | OS1 | SPI | SPI | SPI | SPA | SPA | SPA | LAU | LAU | LAU | NÜR | NÜR | NÜR | SAC | SAC | SAC | OS2 | OS2 | OS2 | HOC | HOC | HOC | 0      | –    |
| 2015 | Race Performance  | DNQ | 32  | DNQ |     |     |     | 32  | DNF | 30  | 24  | 23  | DNF | 29  | 25  | DNF | 22  | 26  | DNF | 28  | 23  | 28  | DNF | 26  | 24  | 0      | –    |
| 2016 | Rennsport Rössler | OS1 | OS1 | OS1 | SAC | SAC | SAC | LAU | LAU | LAU | OS2 | OS2 | OS2 | SPI | SPI | SPI | NÜR | NÜR | NÜR | ZAN | ZAN | ZAN | HOC | HOC | HOC | 0      | –    |
| 2016 | Rennsport Rössler | DNQ | DNQ | 28  | 30  | 28  | DNF | DNQ | DNQ | DNF | 22  | 29  | 24  |     |     |     |     |     |     |     |     |     |     |     |     | 0      | –    |
| 2016 | Lechner Racing    | OS1 | OS1 | OS1 | SAC | SAC | SAC | LAU | LAU | LAU | OS2 | OS2 | OS2 | SPI | SPI | SPI | NÜR | NÜR | NÜR | ZAN | ZAN | ZAN | HOC | HOC | HOC | 0      | –    |
| 2016 | Lechner Racing    |     |     |     |     |     |     |     |     |     |     |     |     |     |     |     |     |     |     |     |     |     | DNQ | DNQ | DNQ | 0      | –    |

| Legende  | Legende            | Legende                                                          |
| Farbe    | Abkürzung          | Bedeutung                                                        |
| -------- | ------------------ | ---------------------------------------------------------------- |
| Gold     | –                  | Sieg                                                             |
| Silber   | –                  | 2. Platz                                                         |
| Bronze   | –                  | 3. Platz                                                         |
| Grün     | –                  | Platzierung in den Punkten                                       |
| Blau     | –                  | Klassifiziert außerhalb der Punkteränge                          |
| Violett  | DNF                | Rennen nicht beendet (did not finish)                            |
| Violett  | NC                 | nicht klassifiziert (not classified)                             |
| Rot      | DNQ                | nicht qualifiziert (did not qualify)                             |
| Rot      | DNPQ               | in Vorqualifikation gescheitert (did not pre-qualify)            |
| Schwarz  | DSQ                | disqualifiziert (disqualified)                                   |
| Weiß     | DNS                | nicht am Start (did not start)                                   |
| Weiß     | WD                 | zurückgezogen (withdrawn)                                        |
| Hellblau | PO                 | nur am Training teilgenommen (practiced only)                    |
| Hellblau | TD                 | Freitags-Testfahrer (test driver)                                |
| ohne     | DNP                | nicht am Training teilgenommen (did not practice)                |
| ohne     | INJ                | verletzt oder krank (injured)                                    |
| ohne     | EX                 | ausgeschlossen (excluded)                                        |
| ohne     | DNA                | nicht erschienen (did not arrive)                                |
| ohne     | C                  | Rennen abgesagt (cancelled)                                      |
| ohne     | keine WM-Teilnahme |                                                                  |
| sonstige | P/fett             | Pole-Position                                                    |
| sonstige | 1/2/3/4/5/6/7/8    | Punktplatzierung im Sprint-/Qualifikationsrennen                 |
| sonstige | SR/kursiv          | Schnellste Rennrunde                                             |
| sonstige | *                  | nicht im Ziel, aufgrund der zurückgelegten Distanz aber gewertet |
| sonstige | ()                 | Streichresultate                                                 |
| sonstige | unterstrichen      | Führender in der Gesamtwertung                                   |